# Werner Marx (Philosoph)
Werner Marx  (* 19. September 1910 in Mülheim an der Ruhr; † 21. November 1994 in Bollschweil) war ein deutscher Philosoph.

## Leben
Marx legte 1929 am Staatlichen Gymnasium in Mülheim an der Ruhr das Abitur ab und studierte danach an den Universitäten Freiburg, Berlin und Bonn Philosophie und Rechtswissenschaften. Er promovierte 1933 in Rechtswissenschaften und begann seine juristische Referendarsausbildung am Amtsgericht in Wesel. Noch im gleichen Jahr musste er sein Referendariat als Jude aus „rassischen Gründen“ aufgeben.
Er verließ Deutschland und kam über Brüssel und London nach Palästina. 1938 siedelte er in die USA über, promovierte bei Karl Löwith über Aristoteles und lehrte ab 1949 an der New School for Social Research in New York.
1958 ging er zurück nach Deutschland und wurde 1964 nach einer 17-jährigen Vertretung durch Wilhelm Szilasi Nachfolger auf dem Lehrstuhl Martin Heideggers an der Universität Freiburg. Ab 1964 war er auch Direktor des Husserl-Archivs. Marx entwickelte seine Philosophie „auf dem Boden des Denkens Heideggers“.
Nach langer Krankheit starb Werner Marx im November 1994 im badischen Bollschweil.

## Schüler
- Ludwig Siep

## Ehrungen
- 1965: Ruhrpreis für Kunst und Wissenschaft
- Großes Verdienstkreuz der Bundesrepublik Deutschland

## Werke
- The meaning of Aristotle’s ‚ontology‘. Den Haag 1954. VIII, 68 p.
- Heidegger und die Tradition. Eine problemgeschichtliche Einführung in die Grundbestimmungen des Seins. Stuttgart 1961. 268 S. – 2., durchges. Aufl. 1980. Hamburg 1980. 260 S.
- Heidegger and the tradition. Translated by Theodore Kisiel and Murry Greene. Evanston (Illinois) 1971. XXXIV, 276 p.
- Die Bestimmung der Philosophie im deutschen Idealismus. Stuttgart 1964. 32 S. [Antrittsvorles. Univ. Freiburg Breisgau 11. Mai 1964]
- Absolute Reflexion und Sprache. Wissenschaft und Gegenwart. H. 38. Frankfurt Main 1967. 34 S.
- Verstehen und Auslegen. Vorträge. Hrsg. v. Werner Marx. Freiburger Dies universitatis. Bd. 14. Freiburg Breisgau 1968. 128 S.
- Vernunft und Welt. Zwischen Tradition und anderem Anfang. Phaenomenologica. Bd. 36. Den Haag 1970. X, 114 S.
- Hegels „Phänomenologie des Geistes“. Die Bestimmung ihrer Idee in Vorrede und Einleitung. Frankfurt Main 1971. 128 S. – 2., erw. Aufl. 1981. Frankfurt Main 1981. 136 S. – 3., unveränd. Aufl. 2006. Frankfurt Main 2006. 136 S.
- Hegel’s „Phenomenology of spirit“ – its point and purpose. A commentary based on the preface and introduction. Translated by Peter Heath. New York (New York) 1975. XXIV, 112 p.
- Einführung in Aristoteles’ Theorie vom Seienden. Rombach Hochschul Paperback. Bd. 54. Freiburg Breisgau 1972. 90 S.
- Schelling. Geschichte, System, Freiheit. Freiburg Breisgau 1977.
- The philosophy of F. W. J. Schelling. History, system, and freedom. Translated by Thomas Nenon. Studies in phenomenology and existential philosophy. Bloomington (Indiana) 1984. XVI, 102 p.
- Heidegger. Freiburger Universitätsvorträge zu seinem Gedenken. Hrsg. v. Werner Marx. Alber-Broschur Philosophie. Freiburg Breisgau 1977. 86 S.
- Gibt es ein Maß auf Erden? Grundbestimmungen einer nichtmetaphysischen Ethik. Hamburg 1983. XXIV, 160 S. [Rez. Bernhard Casper. In: Philosophisches Jahrbuch. Bd. 92. Jg. 1985. H. 3. S. 406–408]
- Is there a measure on earth? Foundations for a nonmetaphysical ethics. Translated by Thomas Nenon and Reginald Lilly. Chicago (Illinois) 1987. XII, 172 p.
- Das Selbstbewußtsein in Hegels „Phänomenologie des Geistes“. Frankfurt Main 1986. VI, 184 S.
- Ethos und Lebenswelt. Mitleidenkönnen als Maß. Hamburg 1986. X, 108 S. [Rez. Wolfgang Trillhaas. In: Theologische Rundschau. Bd. 53. Jg. 1988. H. 3. S. 306–311]
- Die Phänomenologie Edmund Husserls. Eine Einführung. Uni-Taschenbücher. Bd. 1434. München 1987. 144 S. – 2., überarb. Aufl. 1989. München 1989. 128 S.
- Towards a phenomenological ethics. Ethos and the life-world. With a foreword by Thomas Nenon. Suny series in contemporary continental philosophy. Albany (New York) 1992. 154 p.
- Hegels „Phänomenologie des Geistes“. Eine Interpretation von Vorrede, Einleitung und der Abschnitte A und B. Neuaufl. in einem Bd. Klostermann Rote Reihe. Bd. 109. Frankfurt Main 2019. 136 u. VI, 184 S.